# Evangelion: 1.0 You Are (Not) Alone
Evangelion: 1.0 You are (Not) Alone (ヱヴァンゲリヲン新劇場版: 序, Evangelion Shin gekijōban: Jo, littéralement « Evangelion nouvelle version cinématographique: Prologue ») est un film d'animation japonais réalisé par Masayuki et Kazuya Tsurumaki (en), écrit par Hideaki Anno et sorti en 2007. C'est le premier volet de la tétralogie Rebuild of Evangelion basée sur la série Neon Genesis Evangelion. Il a été produit et codistribué par le studio Khara. En France, il est distribué par Dybex.
Le film est essentiellement un remake presque plan par plan des 6 premiers épisodes de la série originale, condensés en 1h30. En plus des nombreuses scènes directement issues de la série et retravaillées, notamment avec les techniques d'animation modernes et l'ajout d'effets spéciaux en images de synthèse, le film inclut quelques scènes et éléments scénaristiques inédits qui ouvrent la voie à une nouvelle histoire, semblable à l'originale et néanmoins différente. Le film a connu un très grand succès au Japon, générant 2 milliards de yen (environ 17 millions d'euros) de bénéfices dans l'année 2007, et a également reçu plusieurs récompenses, dont le prix du meilleur film d'animation au Tokyo Anime Fair 2008.

## Production
C'est en regardant la série Neon Genesis Evangelion en entier durant l'année 2006 que Hideaki Anno a voulu rendre un hommage à son propre travail, et c'est ainsi qu'il a décidé de créer de nouveaux films basés sur la série. En mai 2006, Anno fonde sa société de production Khara, en septembre 2006 il établit Studio Khara, destiné à la réalisation de l'animation à proprement parler, et le même mois, le magazine japonais Newtype révèle le projet de nouveaux films.
Dans une lettre adressée au public et publiée en 2007, Anno explique que la création de Evangelion en 1995 avait pour origine la volonté de reconstruire une industrie de l'animation en ruine, d'ouvrir l'esprit du public et d'exprimer des sentiments bruts, et c'est pour renouveler ces objectifs auprès du public moderne qu'Anno a décidé de retravailler et d'actualiser Evangelion. C'est également dans cette lettre qu'Anno explique qu'il a préféré prendre un nouveau départ en créant son propre studio d'animation plutôt que de s'appuyer sur Gainax.
Un autre objectif avec ces nouveaux films est également de pouvoir inclure certaines idées prévues pour la série originales mais qui n'avaient jamais pu être réalisées à cause des contraintes de l'époque.
L'équipe créative principale de la série originale a été réunie pour ces nouveaux films. Hideaki Anno supervise la réalisation de la tétralogie et il en écrit également le scénario. Masayuki et Kazuya Tsurumaki coréalisent ce premier film. Shinji Higuchi est chargé des storyboards, et en novembre 2006 il les avait déjà achevé en intégralité, le film est donc ensuite passé en phase d'animation,. Ikuto Yamashita est revenu au "mechanical design", et pour You Are (Not) Alone il a été chargé de retravailler ses propres designs de la série originale: il a ainsi créé de nouvelles armes et de nouveaux logos, mais il a aussi réutilisé d'anciens designs qui n'avaient pas pu être inclus dans la série originale, notamment pour les couleurs des Evas. 
You Are (Not) Alone reste quasiment identique aux 6 premiers épisodes de la série originale. Généralement les adaptations de séries TV pour le cinéma sont réalisées en agrandissant simplement l'image des pellicules originales sans les modifier, mais cela n'a pas été possible pour Evangelion à cause de problèmes de résolution d'image et de grain. À la place, il a été décidé de repartir des dessins d'animation originaux (appelés plans-clés) qui ont été redessinés, modifiés et adaptés à une résolution supérieure. Ce retour à la base a permis de mieux combiner les dessins à la main et les effets spéciaux par ordinateur. 
Pour ce premier film dans la tétralogie, Hideaki Anno voulait revenir sur plusieurs éléments de la série originale qui n'avaient pas pu être réalisés. Notamment, il n'était pas satisfait de l'épisode 6, qui montrait un combat au fusil sniper contre Ramiel, un Ange de forme octaèdrale. Les limitations techniques de 1995 avaient empêché Anno de concrétiser toutes les idées qu'il avait pour ce combat, et You Are (Not) Alone lui a offert la possibilité de redessiner entièrement cette scène en repartant de zéro et en en faisant le point culminant et dramatique du film. Shinji Higuchi, chargé de la réalisation des storyboards de cette scène, a pu mettre en pratique l'expérience acquise lorsqu'il a réalisé en 2006 le film catastrophe Nihon Chinbotsu.

## Musique
La chanson du générique du film est Beautiful World interprétée par Hikaru Utada (qui interprétera aussi celles des autres films de la série) ; un remix de sa propre reprise de Fly Me to the Moon (générique de la série télévisée originale), Fly Me to the Moon (In Other Words) -2007 Mix-, sera utilisée dans la bande annonce du film. Ces deux titres figurent sur son single Beautiful World / Kiss & Cry.
La musique du film est composée par Shirō Sagisu et a été enregistrée aux studios Abbey Road Studios. Plusieurs thèmes sont de nouvelles versions de ceux de la série télévisée originale. Deux albums la contenant sont publiés : Shiro SAGISU Music from Evangelion: 1.0 You Are (Not) Alone le 26 septembre 2007 (contenant les musiques brutes originales, non éditées pour le film), et Evangelion: 1.0 You Are (Not) Alone Original Soundtrack le 25 mai 2008 (contenant les musiques éditées pour le film et les chansons d'Utada).